# Hakea cyclocarpa
Hakea cyclocarpa (лат.) — кустарник, вид рода Хакея (Hakea) семейства Протейные (Proteaceae), произрастающий вдоль западного побережья и в юго-западных областях Западной Австралии. Растение с крупными кремово-белыми цветами с ярким ароматом, распускающимися с августа по октябрь.

## Ботаническое описание
Hakea cyclocarpa — вертикальный веретенообразный лигнотуберозный кустарник с гладкой серой корой высотой до 1–2,5 м. Мелкие ветви и молодые листья покрыты мягкими спутанными белыми или ржавыми волосками. Соцветие состоит из 10—18 крупных белых или кремово-белых цветков с красно-коричневыми столбиками длиной 13–14 мм на слабовыраженном стебле. Перекрывающиеся прицветники имеют длину 8–8,5 мм. Цветоножки имеют длину 6–9 мм и густо покрыты короткими мягкими спутанными белыми волосками, некоторые из которых уплощены и распространяются на нижнюю часть цветка. Околоцветник имеет длину 7,5–10 мм. Цветёт с августа по октябрь. Листья длиной до 17 см и шириной 4 см. Листья узкие яйцевидной формы, самые широкие в середине, либо округлые, либо тупые на вершине. Плоды в форме буквы «S» имеют длину 3,5–4 см и ширину 1,8–2,2 см, от гладкого до слегка шероховатого конца с небольшим заостренным клювом.

## Таксономия
Вид Hakea cyclocarpa была собрана шотландско-австралийским ботаником Джеймсом Друммондом в 1839 году. Впервые этот вид был официально описан английским ботаником Джоном Линдли в 1840 году в статье A Sketch of the Vegetation of the Swan River Colony. Видовой эпитет — от древнегреческих слов kyklos, означающих «круг», и karpos для «фрукта», относящихся к почти круглой форме плода.

## Распространение и местообитание
H. cyclocarpa встречается от хребта Дарлинг недалеко от Перта и на юг до ярровых лесов до Августы. Редкий вид, произрастающий на гранитных, латеритовых, суглинистых, глинистых, песчаных и гравийных почвах в пустынях и лесах. Декоративный кустарник, устойчивый к засухе и заморозкам, предпочитает полутень и хорошо дренированную почву.

## Охранный статус
Охранный статус растения считается «не угрожающим» по классификации Департамента парков и дикой природы правительства Западной Австралии.